# 東能代站
東能代站（日语：／ Higashi-noshiro eki */?），是位於秋田縣能代市、隸屬東日本旅客鐵道（JR東日本）及日本貨物鐵道（JR貨物）的鐵路車站。本站是五能線的起點站，亦是與奧羽本線的轉乘車站，現時五能線上超過一半的班次，都是來往能代站的區間接駁車。
在客運車站範圍的北方，曾經備有供貨物列車使用的範圍，以及供貨櫃存放及起卸的場地，1998年起改以貨櫃車將貨櫃轉至秋田貨物站，提供每天2班來回班次；2006年更名為線外貨運站；2013年時間表改正後，貨櫃車班次也被取消，線外貨運站正式停止運作。現時已沒有任何固定或臨時的貨物列車班次於本站起訖。
過往在車站的北端，有秋木工業通往米代川的專用路軌，以運送木材及碎石，此路段於1993年被廢棄。

## 車站構造

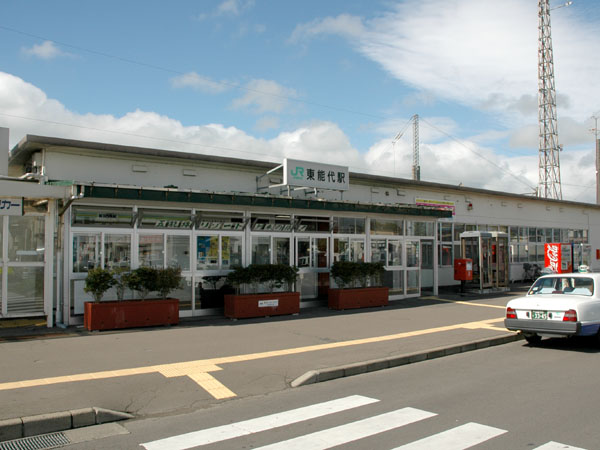
2004年時的站舍外貌。

設有1座以鋼筋及水泥所建成的單層站舍，配備有驗票閘門、綠窗口及自動售票機等設施。

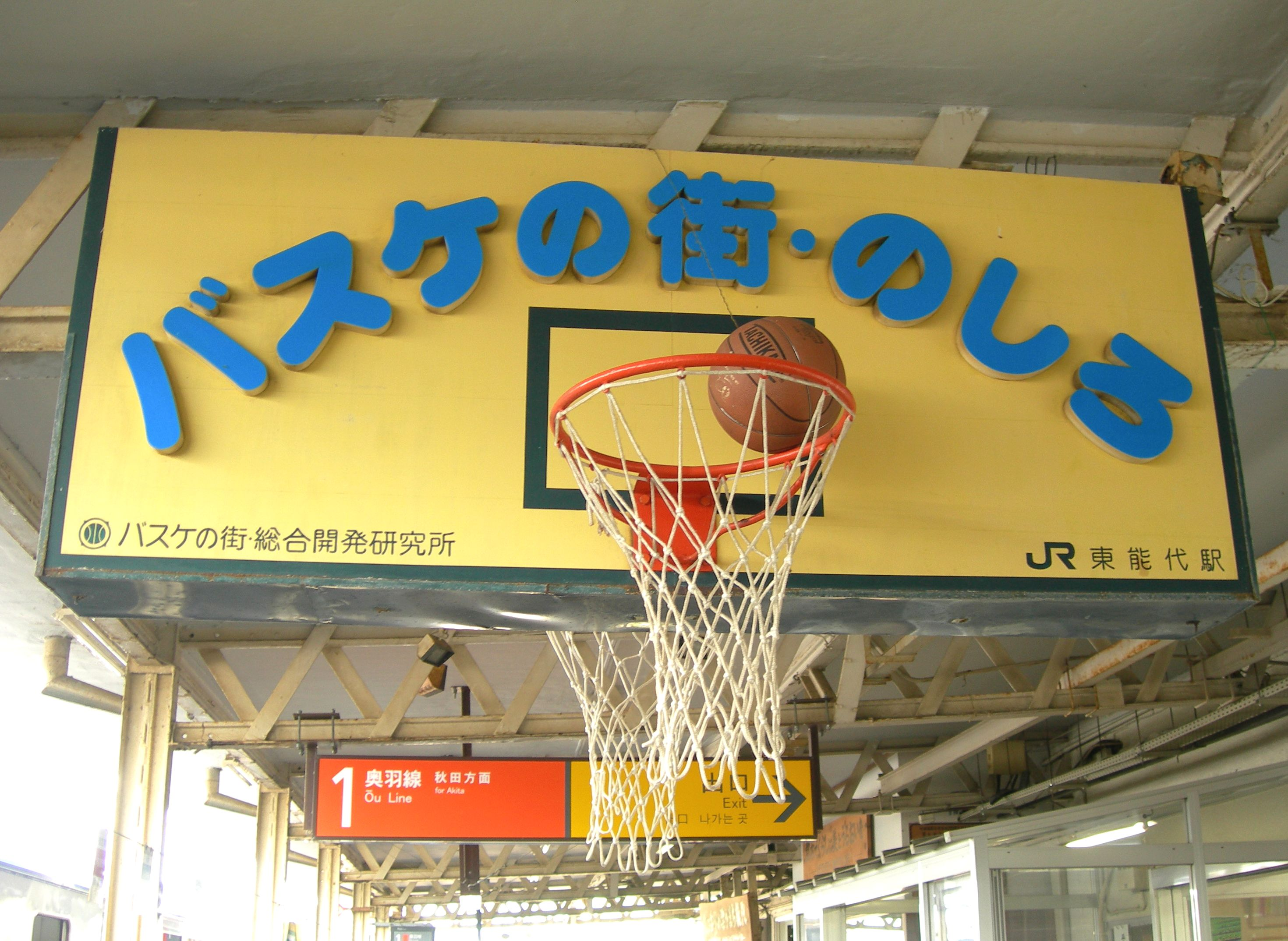
站台上的篮球筐

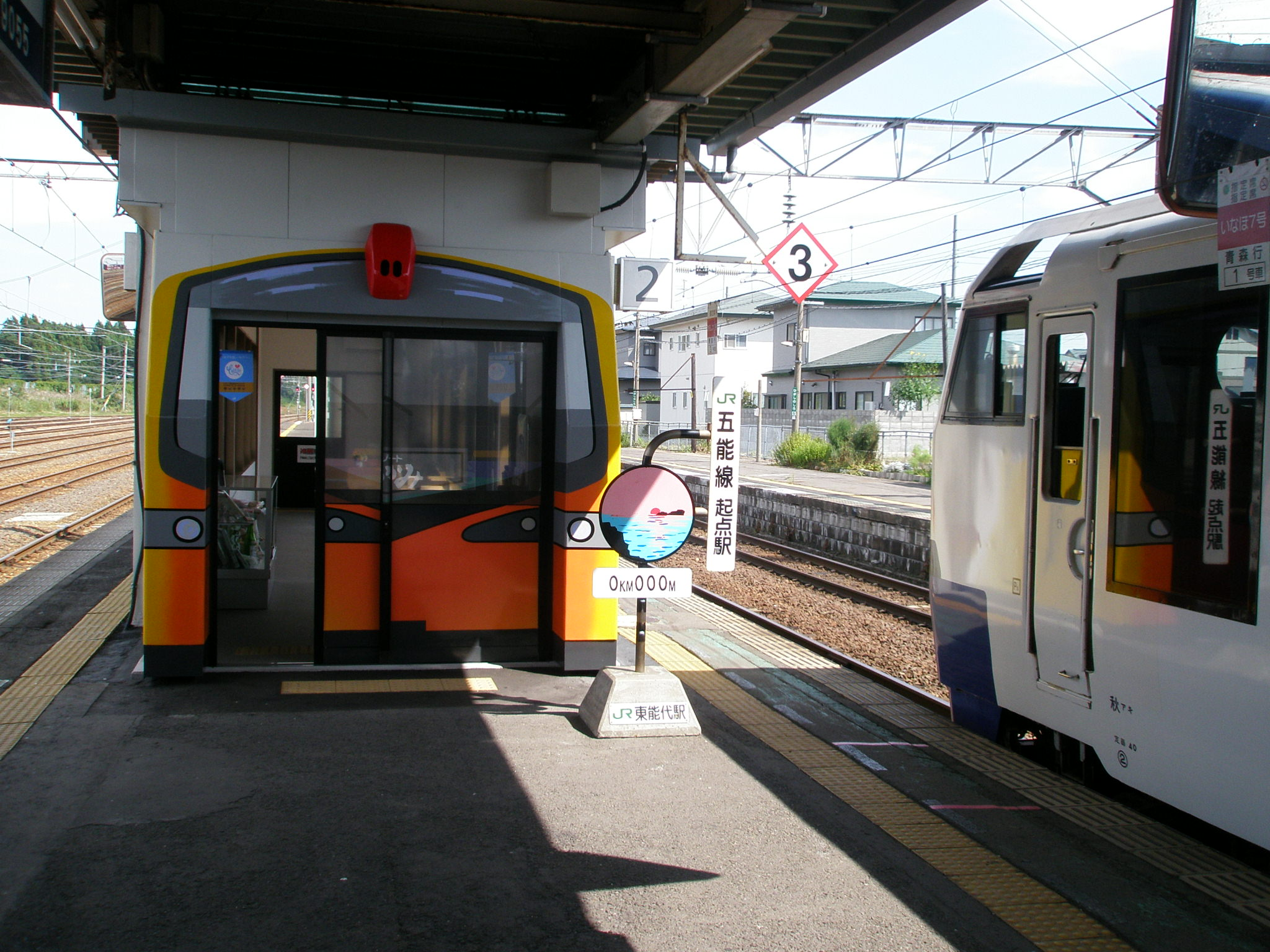
旅游列车形状的候车室

設有側式月台及島式月台各1個，共提供2線3面的配置。月台之間有行人天橋連接。
在側式月台（1號月台）上設置了1個籃球框，以代表能代市以籃球聞名的標誌。

### 月台配置
| 月台 | 路線      | 方向 | 目的地         | 備註                  |
| ---- | --------- | ---- | -------------- | --------------------- |
| 1    | ■奧羽本線 | 上行 | 秋田、大曲方向 | 此站始發於3號月台開出 |
| 2    | ■奧羽本線 | 下行 | 大館、青森方向 |                       |
| 3    | ■五能線   | -    | 能代、深浦方向 | 一部分於2號月台開出   |

## 每日使用人數
- 有關資料均源自JR東日本所公佈的數據。

| 年度 | 1日平均人數 |
| ---- | ----------- |
| 2000 | 829         |
| 2001 | 819         |
| 2002 | 799         |
| 2003 | 777         |
| 2004 | 749         |
| 2005 | 720         |
| 2006 | 676         |
| 2007 | 622         |
| 2008 | 603         |
| 2009 | 573         |
| 2010 | 555         |
| 2011 | 508         |
| 2012 | 524         |
| 2013 | 536         |
| 2014 | 521         |
| 2015 | 513         |
| 2016 | 511         |
| 2017 | 506         |

## 相鄰車站
東日本旅客鐵道
■奧羽本線
- 特急「津輕」停車站

□快速
森岳－東能代－二井
■普通
北金岡－（南能代信號場）－東能代－鶴形
■五能線
東能代－能代

## 外部連結
- http://www.jreast-timetable.jp/timetable/list1300.html （页面存档备份，存于）